# Pratápolis
Pratápolis est une municipalité brésilienne de l'État du Minas Gerais et la microrégion de Passos.